# Henri Rang
Henri Rang (Timişoara, 8 giugno 1902 – 25 dicembre 1946) è stato un cavaliere rumeno.

## Palmarès

### Olimpiadi
- Argento a Berlino 1936 nel salto ostacoli individuale.